# بطولة ويمبلدون 1939
قائمة ببطولات ويمبلدون لسنة 1939:

## فردي رجال
بوبي ريجز هزم  إيلوود كوكي . النتيجة: 2-6 8-6 3-6 6-3 6-2

## فردي سيدات
أليس ماربيل هزمت  كاي ستومرز بولليت. النتيجة: 6-2, 6-0